# Latinové

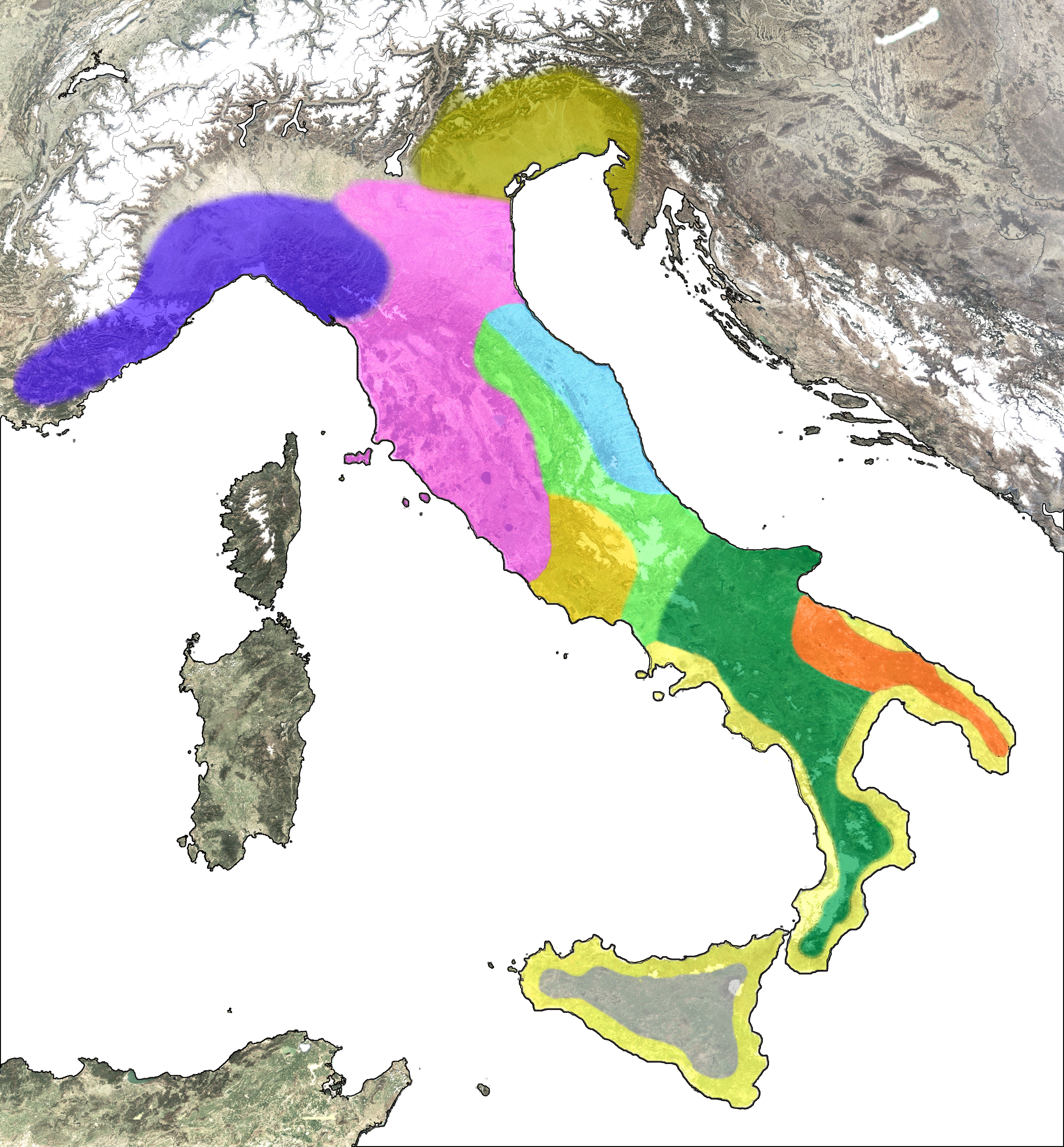
Etnické skupiny ve starověké Itálii.
Ligurové
Venetové
Etruskové
Picenové
Umbrové
Latinové
Oskové
Messapiové
Řekové

Latinové byli obyvatelé severozápadní části Latia ve starověku.

## Charakteristika
Jako Latinové byli také označovaní mezi Byzantinci obyvatelé italských středověkých států, zejména v dobách zostřených vztahů Konstantinopole s námořními republikami a hlavně při a po Čtvrté křížové výpravě, kdy bylo zřízeno tzv. Latinské císařství, plně ovládané italskými státy na troskách Byzantské říše.